# Святий Антипій (джерело)
48°10′15″ пн. ш. 39°18′19″ сх. д. / 48.17083° пн. ш. 39.30528° сх. д.
Джерело «Святий Антипій» — джерело питної води за 4 км на південь від Ребрикового Антрацитівського району Луганської області України автотрасою Ровеньки — Луганськ, в урочищі «Святий Антипій», що в Кисилевій балці, правій притоці річки Велика Кам'янка.

## Геологічна будова
У геологічній будові ділянки беруть участь відкладення кам'яновугільного і четвертинного віків. Підземні води приурочені до кам'яновугільних відкладів моспинської світи. Водовмісними породами є тріщинуваті пісковики, вапняки, рідше піскуваті та глинисті сланці, горизонт зони вивітрювання кам'яновугільних відкладень до глибини 50-100 м. За умовами накопичення і циркуляції води слабонапорні, пластово-тріщинуваті породи. Живлення водоносних горизонтів карбону відбувається за рахунок інфільтрації атмосферних опадів. Запаси підземних вод не затверджені.

## Вода
Хімічний склад води — гідрокарбонатно-кальцієва (сухий залишок — 631 мг/дм³, загальна твердість — 5,1 ммоль/дм³), за змістом основних макрокомпонентів відповідає вимогам ДЕСТу 2874-82 «Вода питна». Підземні води використовуються місцевим населенням.

## Паломництво
У XIX столітті прочанам, що повертались зі Святої землі й заночували поблизу джерела в балці, явився образ Святого Антипія Пергамського, а на ранок хворі зуби перестали боліти. Звістка про цілющі властивості джерела швидко розповсюдилась округою. Досить швидко тут заснували ярмарок худоби, що відбувався на 4-му тижні по Пасці. Із Ровенецької слободи, Ребрикова та Картушиного йшли хресні ходи, відбувалося водоосвячення. 1914 року ярмарок припинив своє існування. З 1991 року відновлене водосвячення. Джерело є містом паломництва місцевих вірян, що йдуть до джерела з надією вилікувати хвороби. Поряд із джерелом зведена капличка, встановлена купіль для православних прихожан.

## Охорона
Офіційно як гідрологічна пам'ятка природи місцевого значення не затверджене. Потребує нагляду.